# Broadwell (mikroarchitektura)
Broadwell – nazwa kodowa mikroarchitektury procesorów piątej generacji firmy Intel. Jest to odmiana mikroarchitektury Haswell wykorzystująca czternastonanometrowy proces technologiczny. 
Mikroarchitektura Broadwell obejmuje procesory: Core i7, Core i5, Core i3, Core M, Celeron, Pentium oraz Xeon. Zintegrowany procesor graficzny reprezentują modele Intel HD Graphics, HD 5300, HD 5500, HD 5700P, HD 6000, Iris Pro HD 6100, HD 6200 i HD 6300P. Zapewniają one obsługę interfejsu programowania DirectX 11.2, DirectX 12, OpenGL 4.3 oraz OpenCL 2.0.

## Lista procesorów Broadwell

### Mobilne procesory
| Segment docelowy | Rdzenie (wątki) | Model procesora | Model procesora | Model GPU     | Podstawowe taktowanie CPU | Taktowanie w trybie Turbo | Taktowanie w trybie Turbo | TDP  | cTDP (programowalne TDP) | Taktowanie GPU | Taktowanie GPU | L3 cache |
| Segment docelowy | Rdzenie (wątki) | Model procesora | Model procesora | Model GPU     | Podstawowe taktowanie CPU | Jeden rdzeń               | Dwa rdzenie               | TDP  | cTDP (programowalne TDP) | Podstawowe     | Max            | L3 cache |
| ---------------- | --------------- | --------------- | --------------- | ------------- | ------------------------- | ------------------------- | ------------------------- | ---- | ------------------------ | -------------- | -------------- | -------- |
| Performance      | 4 (8)           | Core i7         | 5950HQ          | Iris Pro 6200 | 2.9 GHz                   | 3.7 GHz                   | N/A                       | 47 W | N/A                      | 300 MHz        | 1.15 GHz       | 6 MB     |
| Performance      | 4 (8)           | Core i7         | 5850HQ          | Iris Pro 6200 | 2.7 GHz                   | 3.6 GHz                   | N/A                       | 47 W | N/A                      | 300 MHz        | 1.1 GHz        | 6 MB     |
| Performance      | 4 (8)           | Core i7         | 5750HQ          | Iris Pro 6200 | 2.5 GHz                   | 3.4 GHz                   | N/A                       | 47 W | 600 MHz / 37 W           | 300 MHz        | 1.05 GHz       | 6 MB     |
| Performance      | 4 (8)           | Core i7         | 5700HQ          | HD 5600       | 2.7 GHz                   | 3.5 GHz                   | N/A                       | 47 W | 600 MHz / 37 W           | 300 MHz        | 1.05 GHz       | 6 MB     |
| Mainstream       | 2 (4)           | Core i7         | 5650U           | HD 6000       | 2.2 GHz                   | 3.2 GHz                   | 3.1 GHz                   | 15 W | 600 MHz / 9.5 W          | 300 MHz        | 1 GHz          | 4 MB     |
| Mainstream       | 2 (4)           | Core i7         | 5600U           | HD 5500       | 2.6 GHz                   | 3.2 GHz                   | 3.1 GHz                   | 15 W | 600 MHz / 7.5 W          | 300 MHz        | 950 MHz        | 4 MB     |
| Mainstream       | 2 (4)           | Core i7         | 5557U           | Iris 6100     | 3.1 GHz                   | 3.4 GHz                   | 3.4 GHz                   | 28 W | N/A / 23 W               | 300 MHz        | 1.1 GHz        | 4 MB     |
| Mainstream       | 2 (4)           | Core i7         | 5550U           | HD 6000       | 2.0 GHz                   | 3.0 GHz                   | 2.9 GHz                   | 15 W | 600 MHz / 9.5 W          | 300 MHz        | 1 GHz          | 4 MB     |
| Mainstream       | 2 (4)           | Core i7         | 5500U           | HD 5500       | 2.4 GHz                   | 3.0 GHz                   | 2.9 GHz                   | 15 W | 600 MHz / 7.5 W          | 300 MHz        | 950 MHz        | 4 MB     |
| Mainstream       | 2 (4)           | Core i5         | 5350H           | Iris Pro 6200 | 3.1 GHz                   | 3.5 GHz                   | N/A                       | 47 W | N/A                      | 300 MHz        | 1.05 GHz       | 4 MB     |
| Mainstream       | 2 (4)           | Core i5         | 5350U           | HD 6000       | 1.8 GHz                   | 2.9 GHz                   | 2.7 GHz                   | 15 W | 600 MHz / 9.5 W          | 300 MHz        | 1 GHz          | 3 MB     |
| Mainstream       | 2 (4)           | Core i5         | 5300U           | HD 5500       | 2.3 GHz                   | 2.9 GHz                   | 2.7 GHz                   | 15 W | 600 MHz / 7.5 W          | 300 MHz        | 900 MHz        | 3 MB     |
| Mainstream       | 2 (4)           | Core i5         | 5287U           | Iris 6100     | 2.9 GHz                   | 3.3 GHz                   | 3.3 GHz                   | 28 W | 600 MHz / 23 W           | 300 MHz        | 1.1 GHz        | 3 MB     |
| Mainstream       | 2 (4)           | Core i5         | 5257U           | Iris 6100     | 2.7 GHz                   | 3.1 GHz                   | 3.1 GHz                   | 28 W | 600 MHz / 23 W           | 300 MHz        | 1.05 GHz       | 3 MB     |
| Mainstream       | 2 (4)           | Core i5         | 5250U           | HD 6000       | 1.6 GHz                   | 2.7 GHz                   | 2.5 GHz                   | 15 W | 600 MHz / 9.5 W          | 300 MHz        | 950 MHz        | 3 MB     |
| Mainstream       | 2 (4)           | Core i5         | 5200U           | HD 5500       | 2.2 GHz                   | 2.7 GHz                   | 2.5 GHz                   | 15 W | 600 MHz / 7.5 W          | 300 MHz        | 900 MHz        | 3 MB     |
| Mainstream       | 2 (4)           | Core i3         | 5157U           | Iris 6100     | 2.5 GHz                   | N/A                       | N/A                       | 28 W | 600 MHz / 23 W           | 300 MHz        | 1 GHz          | 3 MB     |
| Mainstream       | 2 (4)           | Core i3         | 5020U           | HD 5500       | 2.2 GHz                   | N/A                       | N/A                       | 15 W | 600 MHz / 10 W           | 300 MHz        | 900 MHz        | 3 MB     |
| Mainstream       | 2 (4)           | Core i3         | 5015U           | HD 5500       | 2.1 GHz                   | N/A                       | N/A                       | 15 W | 600 MHz / 10 W           | 300 MHz        | 850 MHz        | 3 MB     |
| Mainstream       | 2 (4)           | Core i3         | 5010U           | HD 5500       | 2.1 GHz                   | N/A                       | N/A                       | 15 W | 600 MHz / 10 W           | 300 MHz        | 900 MHz        | 3 MB     |
| Mainstream       | 2 (4)           | Core i3         | 5005U           | HD 5500       | 2.0 GHz                   | N/A                       | N/A                       | 15 W | 600 MHz / 10 W           | 300 MHz        | 850 MHz        | 3 MB     |
| Mainstream       | 2 (4)           | Pentium         | 3825U           | HD Graphics   | 1.9 GHz                   | N/A                       | N/A                       | 15 W | 600 MHz / 10 W           | 300 MHz        | 850 MHz        |          |
| Mainstream       | 2 (2)           | Pentium         | 3805U           | HD Graphics   | 1.9 GHz                   | N/A                       | N/A                       | 15 W | 600 MHz / 10 W           | 100 MHz        | 800 MHz        | 2 MB     |
| Mainstream       | 2 (2)           | Celeron         | 3755U           | HD Graphics   | 1.7 GHz                   | N/A                       | N/A                       | 15 W | 600 MHz / 10 W           | 100 MHz        | 800 MHz        | 2 MB     |
| Mainstream       | 2 (2)           | Celeron         | 3205U           | HD Graphics   | 1.5 GHz                   | N/A                       | N/A                       | 15 W | 600 MHz / 10 W           | 100 MHz        | 800 MHz        | 2 MB     |

| Segment docelowy | Rdzenie (Wątki) | Model procesora | Model procesora | Model GPU     | TDP         | TDP             | TDP             | TDP           | CPU Turbo | Taktowanie GPU | Taktowanie GPU | L3 cache\| |
| Segment docelowy | Rdzenie (Wątki) | Model procesora | Model procesora | Model GPU     | SDP         | cTDP down       | Podstawowe TDP  | cTDP up       | 1-rdzeń   | Podstawowe     | Turbo          | L3 cache\| |
| ---------------- | --------------- | --------------- | --------------- | ------------- | ----------- | --------------- | --------------- | ------------- | --------- | -------------- | -------------- | ---------- |
| Mainstream       | 2 (4)           | Core M (vPro)   | 5Y71            | HD 5300 (GT2) | 3.5 W       | 3.5 W / 600 MHz | 4.5 W / 1.2 GHz | 6 W / 1.4 GHz | 2.9 GHz   | 300 MHz        | 900 MHz        | 4 MB       |
| Mainstream       | 2 (4)           | Core M (vPro)   | 5Y70            | HD 5300 (GT2) | N/A         | N/A             | 4.5 W / 1.1 GHz | N/A           | 2.6 GHz   | 100 MHz        | 850 MHz        | 4 MB       |
| Mainstream       | 2 (4)           | Core M          | 5Y51            | HD 5300 (GT2) | 3.5 W       | 3.5 W / 600 MHz | 4.5 W / 1.1 GHz | 6 W / 1.3 GHz | 2.6 GHz   | 300 MHz        | 900 MHz        | 4 MB       |
| Mainstream       | 2 (4)           | Core M          | 5Y31            | HD 5300 (GT2) | 3.5 W       | 3.5 W / 600 MHz | 4.5 W / 900 MHz | 6 W / 1.1 GHz | 2.4 GHz   | 300 MHz        | 850 MHz        | 4 MB       |
| Mainstream       | 2 (4)           | Core M          | 5Y10c           | HD 5300 (GT2) | 3.5 W       | 3.5 W / 600 MHz | 4.5 W / 800 MHz | 6 W / 1 GHz   | 2.0 GHz   | 300 MHz        | 800 MHz        | 4 MB       |
| Mainstream       | 2 (4)           | Core M          | 5Y10a           | HD 5300 (GT2) | N/A         | n/a             | 4.5 W / 800 MHz | n/a           | 2.0 GHz   | 100 MHz        | 800 MHz        | 4 MB       |
| Mainstream       | 2 (4)           | Core M          | 5Y10            | HD 5300 (GT2) | 4 W / ? MHz |                 | 4.5 W / 800 MHz |               | 2.0 GHz   | 100 MHz        | 800 MHz        | 4 MB       |

### Procesory do komputerów stacjonarnych
| Segment docelowy | Rdzenie (wątki) | Model procesora | Model procesora | Model GPU     | Taktowanie CPU | Taktowanie CPU | TDP  | Taktowanie GPU | Taktowanie GPU | L3 cache | L4 cache | Socket   |
| Segment docelowy | Rdzenie (wątki) | Model procesora | Model procesora | Model GPU     | Podstawowe     | Turbo          | TDP  | Podstawowe     | Max            | L3 cache | L4 cache | Socket   |
| ---------------- | --------------- | --------------- | --------------- | ------------- | -------------- | -------------- | ---- | -------------- | -------------- | -------- | -------- | -------- |
| Performance      | 4 (8)           | Core i7         | 5775C           | Iris Pro 6200 | 3.3 GHz        | 3.7 GHz        | 65 W | 300 MHz        | 1.15 GHz       | 6 MB     | 128 MB   | LGA 1150 |
| Mainstream       | 4 (4)           | Core i5         | 5675C           | Iris Pro 6200 | 3.1 GHz        | 3.6 GHz        | 65 W | 300 MHz        | 1.1 GHz        | 4 MB     | 128 MB   | LGA 1150 |

#### "Broadwell-E" (14 nm)
| Model procesora | Oznaczenie modelu CPU | Rdzenie (wątki) | Taktowanie podstawowe | Turbo   | L2 cache    | L3 cache | TDP   | Socket     | Rodzaj pamięci | Identyfikator (Part number)        |
| --------------- | --------------------- | --------------- | --------------------- | ------- | ----------- | -------- | ----- | ---------- | -------------- | ---------------------------------- |
| Core i7-6950X   | - SR2PA               | 10 (20)         | 3 GHz                 | 3.5 GHz | 10 × 256 KB | 25 MB    | 140 W | LGA 2011-3 | 4 × DDR4-2400  | - BX80671I76950X - BXC80671I76950X |
| Core i7-6900K   | - SR2PB               | 8 (16)          | 3.2 GHz               | 3.7 GHz | 8 × 256 KB  | 20 MB    | 140 W | LGA 2011-3 | 4 × DDR4-2400  | - BX80671I76900K - BXC80671I76900K |
| Core i7-6850K   | - SR2PC               | 6 (12)          | 3.6 GHz               | 3.8 GHz | 6 × 256 KB  | 15 MB    | 140 W | LGA 2011-3 | 4 × DDR4-2400  | - BX80671I76850K - BXC80671I76850K |
| Core i7-6800K   | - SR2PD               | 6 (12)          | 3.4 GHz               | 3.6 GHz | 6 × 256 KB  | 15 MB    | 140 W | LGA 2011-3 | 4 × DDR4-2400  | - BX80671I76800K - BXC80671I76800K |

### Procesory wbudowane
| Segment docelowy | Rdzenie (wątki) | Model procesora | Model procesora | Model GPU      | Taktowanie CPU | Taktowanie CPU | TDP  | Taktowanie GPU | Taktowanie GPU | L3 cache | L4 cache | Socket   |
| Segment docelowy | Rdzenie (wątki) | Model procesora | Model procesora | Model GPU      | Podstawowe     | Turbo          | TDP  | Podstawowe     | Max            | L3 cache | L4 cache | Socket   |
| ---------------- | --------------- | --------------- | --------------- | -------------- | -------------- | -------------- | ---- | -------------- | -------------- | -------- | -------- | -------- |
| Performance      | 4 (8)           | Core i7         | 5775R           | Iris Pro 6200  | 3.3 GHz        | 3.8 GHz        | 65 W | 300 MHz        | 1.15 GHz       | 6 MB     | 128 MB   | BGA 1364 |
| Mainstream       | 4 (4)           | Core i5         | 5675R           | Iris Pro 6200  | 3.1 GHz        | 3.6 GHz        | 65 W | 300 MHz        | 1.1 GHz        | 4 MB     | 128 MB   | BGA 1364 |
| Mainstream       | 4 (4)           | Core i5         | 5575R           | Iris Pro 6200  | 2.8 GHz        | 3.3 GHz        | 65 W | 300 MHz        | 1.05 GHz       | 4 MB     | 128 MB   | BGA 1364 |
| Server           | 4 (8)           | Xeon E3         | 1284Lv4         | Iris Pro P6300 | 2.9 GHz        | 3.8 GHz        | 47 W | 300 MHz        | 1.15 GHz       | 6 MB     | 128 MB   | BGA 1364 |
| Server           | 4 (8)           | Xeon E3         | 1278Lv4         | Iris Pro P6300 | 2.0 GHz        | 3.3 GHz        | 47 W | 800 MHz        | 1.0 GHz        | 6 MB     | 128 MB   | BGA 1364 |
| Server           | 4 (8)           | Xeon E3         | 1258Lv4         | P5700          | 1.8 GHz        | 3.2 GHz        | 47 W | 700 MHz        | 1.0 GHz        | 6 MB     | N/A      | BGA 1364 |

### Procesory serwerowe
| Segment docelowy | Rdzenie (wątki) | Model procesora | Model procesora | Model GPU | Taktowanie podstawowe | Turbo       | Turbo             | TDP  | Socket     | Pamięć | Pamięć     | L3 cache |
| Segment docelowy | Rdzenie (wątki) | Model procesora | Model procesora | Model GPU | Taktowanie podstawowe | Jeden rdzeń | Wszystkie rdzenie | TDP  | Socket     | Typ    | Tryb pracy | L3 cache |
| ---------------- | --------------- | --------------- | --------------- | --------- | --------------------- | ----------- | ----------------- | ---- | ---------- | ------ | ---------- | -------- |
| SoC server       | 8 (16)          | Xeon D          | D-1540          | N/A       | 2 GHz                 | N/A         | 2.6 GHz           | 45 W | FCBGA 1667 | DDR4   | Dual       | 12 MB    |
| SoC server       | 4 (8)           | Xeon D          | D-1520          | N/A       | 2.2 GHz               | N/A         | 2.6 GHz           | 45 W | FCBGA 1667 | DDR4   | Dual       | 6 MB     |

| Segment docelowy | Rdzenie (wątki) | Model procesora | Model procesora | Model GPU  | Taktowanie CPU | Taktowanie CPU | Taktowanie GPU | Taktowanie GPU | L3 cache | TDP  | Płyta główna | Płyta główna                        |
| Segment docelowy | Rdzenie (wątki) | Model procesora | Model procesora | Model GPU  | Podstawowe     | Turbo          | Podstawowe     | Turbo          | L3 cache | TDP  | Socket       | Obsługiwana pamięć                  |
| ---------------- | --------------- | --------------- | --------------- | ---------- | -------------- | -------------- | -------------- | -------------- | -------- | ---- | ------------ | ----------------------------------- |
| Server           | 4 (8)           | Xeon E3 v4      | 1285v4          | HD (P6300) | 3.5 GHz        | 3.8 GHz        | 300 MHz        | 1.15 GHz       | 6 MB     | 95 W | LGA 1150     | DDR3 lub DDR3L 1333/1600/1866 z ECC |
| Server           | 4 (8)           | Xeon E3 v4      | 1285Lv4         | HD (P6300) | 3.4 GHz        | 3.8 GHz        | 300 MHz        | 1.15 GHz       | 6 MB     | 65 W | LGA 1150     | DDR3 lub DDR3L 1333/1600/1866 z ECC |
| Server           | 4 (8)           | Xeon E3 v4      | 1265Lv4         | HD (P6300) | 2.3 GHz        | 3.3 GHz        | 300 MHz        | 1.05 GHz       | 6 MB     | 35 W | LGA 1150     | DDR3 lub DDR3L 1333/1600/1866 z ECC |

| Segment docelowy       | Rdzenie (wątki) | Model procesora | Model procesora | Taktowanie CPU | Taktowanie CPU | L3 cache | TDP   | Płyta główna | Płyta główna | Płyta główna                   |      |
| Segment docelowy       | Rdzenie (wątki) | Model procesora | Model procesora | Podstawowe     | Turbo          | L3 cache | TDP   | Socket       | Szyna        | Obsługiwana pamięć             |      |
| ---------------------- | --------------- | --------------- | --------------- | -------------- | -------------- | -------- | ----- | ------------ | ------------ | ------------------------------ | ---- |
| Server (dual socket)   | 22 (44)         | Xeon E5 v4      | 2699v4          | 2.2 GHz        | 3.6 GHz        | 55 MB    | 145 W | LGA 2011-3   | PCIe 3.0     | DDR4 1600/1866/2133/2400 z ECC |      |
| Server (dual socket)   | 20 (40)         | Xeon E5 v4      | 2698v4          | 2.2 GHz        | 3.6 GHz        | 50 MB    | 135 W | LGA 2011-3   | PCIe 3.0     | DDR4 1600/1866/2133/2400 z ECC |      |
| Server (dual socket)   | 18 (36)         | Xeon E5 v4      | 2697v4          | 2.3 GHz        | 3.6 GHz        | 45 MB    | 145 W | LGA 2011-3   | PCIe 3.0     | DDR4 1600/1866/2133/2400 z ECC |      |
| Server (dual socket)   | 16 (32)         | Xeon E5 v4      | 2697Av4         | 2.6 GHz        | 3.6 GHz        | 40 MB    | 145 W | LGA 2011-3   | PCIe 3.0     | DDR4 1600/1866/2133/2400 z ECC |      |
| Server (dual socket)   | 18 (36)         | Xeon E5 v4      | 2695v4          | 2.1 GHz        | 3.3 GHz        | 45 MB    | 120 W | LGA 2011-3   | PCIe 3.0     | DDR4 1600/1866/2133/2400 z ECC |      |
| Server (dual socket)   | 14 (28)         | Xeon E5 v4      | 2690v4          | 2.6 GHz        | 3.5 GHz        | 35 MB    | 135 W | LGA 2011-3   | PCIe 3.0     | DDR4 1600/1866/2133/2400 z ECC |      |
| Server (dual socket)   | 12 (24)         | Xeon E5 v4      | 2687Wv4         | 3.0 GHz        | 3.5 GHz        | 30 MB    | 160 W | LGA 2011-3   | PCIe 3.0     | DDR4 1600/1866/2133/2400 z ECC |      |
| Server (dual socket)   | 16 (32)         | Xeon E5 v4      | 2683v4          | 2.1 GHz        | 3.0 GHz        | 40 MB    | 120 W | LGA 2011-3   | PCIe 3.0     | DDR4 1600/1866/2133/2400 z ECC |      |
| Server (dual socket)   | 14 (28)         | Xeon E5 v4      | 2680v4          | 2.4 GHz        | 3.3 GHz        | 35 MB    | 120 W | LGA 2011-3   | PCIe 3.0     | DDR4 1600/1866/2133/2400 z ECC |      |
| Server (dual socket)   | 8 (16)          | Xeon E5 v4      | 2667v4          | 3.2 GHz        | 3.6 GHz        | 25 MB    | 135 W | LGA 2011-3   | PCIe 3.0     | DDR4 1600/1866/2133/2400 z ECC |      |
| Server (dual socket)   | 14 (28)         | Xeon E5 v4      | 2660v4          | 2.0 GHz        | 3.2 GHz        | 35 MB    | 105 W | LGA 2011-3   | PCIe 3.0     | DDR4 1600/1866/2133/2400 z ECC |      |
| Server (dual socket)   | 14 (28)         | Xeon E5 v4      | 2658v4          | 2.3 GHz        | 2.8 GHz        | 35 MB    | 105 W | LGA 2011-3   | PCIe 3.0     | DDR4 1600/1866/2133/2400 z ECC |      |
| Server (dual socket)   | 12 (24)         | Xeon E5 v4      | 2650v4          | 2.2 GHz        | 2.9 GHz        | 30 MB    | 105 W | LGA 2011-3   | PCIe 3.0     | DDR4 1600/1866/2133/2400 z ECC |      |
| Server (dual socket)   | 14 (28)         | Xeon E5 v4      | 2650Lv4         | 1.7 GHz        | 2.5 GHz        | 35 MB    | 65 W  | LGA 2011-3   | PCIe 3.0     | DDR4 1600/1866/2133/2400 z ECC |      |
| Server (dual socket)   | 14 (28)         | Xeon E5 v4      | 2648Lv4         | 1.8 GHz        | 2.5 GHz        | 35 MB    | 75 W  | LGA 2011-3   | PCIe 3.0     | DDR4 1600/1866/2133/2400 z ECC |      |
| Server (dual socket)   | 6 (12)          | Xeon E5 v4      | 2643v4          | 3.4 GHz        | 3.7 GHz        | 20 MB    | 135 W | LGA 2011-3   | PCIe 3.0     | DDR4 1600/1866/2133/2400 z ECC |      |
| Server (dual socket)   | 10 (20)         | Xeon E5 v4      | 2640v4          | 2.4 GHz        | 3.4 GHz        | 25 MB    | 90 W  | LGA 2011-3   | PCIe 3.0     | DDR4 1600/1866/2133 z ECC      |      |
| Server (dual socket)   | 4 (8)           | Xeon E5 v4      | 2637v4          | 3.5 GHz        | 3.7 GHz        | 15 MB    | 135 W | LGA 2011-3   | PCIe 3.0     | DDR4 1600/1866/2133/2400 z ECC |      |
| Server (dual socket)   | 10 (20)         | Xeon E5 v4      | 2630v4          | 2.2 GHz        | 3.1 GHz        | 25 MB    | 85 W  | LGA 2011-3   | PCIe 3.0     | DDR4 1600/1866/2133 z ECC      |      |
| Server (dual socket)   | 10 (20)         | Xeon E5 v4      | 2630Lv4         | 1.8 GHz        | 2.9 GHz        | 25 MB    | 55 W  | LGA 2011-3   | PCIe 3.0     | DDR4 1600/1866/2133 z ECC      | $612 |
| Server (dual socket)   | 12 (24)         | Xeon E5 v4      | 2628Lv4         | 1.9 GHz        | 2.4 GHz        | 30 MB    | 75 W  | LGA 2011-3   | PCIe 3.0     | DDR4 1600/1866/2133 z ECC      |      |
| Server (dual socket)   | 4 (8)           | Xeon E5 v4      | 2623v4          | 2.6 GHz        | 3.2 GHz        | 10 MB    | 85 W  | LGA 2011-3   | PCIe 3.0     | DDR4 1600/1866/2133 z ECC      |      |
| Server (dual socket)   | 8 (16)          | Xeon E5 v4      | 2620v4          | 2.1 GHz        | 3.0 GHz        | 20 MB    | 85 W  | LGA 2011-3   | PCIe 3.0     | DDR4 1600/1866/2133 z ECC      |      |
| Server (dual socket)   | 10 (20)         | Xeon E5 v4      | 2618Lv4         | 2.2 GHz        | 3.2 GHz        | 25 MB    | 75 W  | LGA 2011-3   | PCIe 3.0     | DDR4 1600/1866/2133 z ECC      |      |
| Server (dual socket)   | 8 (8)           | Xeon E5 v4      | 2609v4          | 1.7 GHz        | 1.7 GHz        | 20 MB    | 85 W  | LGA 2011-3   | PCIe 3.0     | DDR4 1600/1866 z ECC           |      |
| Server (dual socket)   | 8 (16)          | Xeon E5 v4      | 2608Lv4         | 1.6 GHz        | 1.7 GHz        | 20 MB    | 50 W  | LGA 2011-3   | PCIe 3.0     | DDR4 1600/1866 z ECC           |      |
| Server (dual socket)   | 6 (6)           | Xeon E5 v4      | 2603v4          | 1.7 GHz        | 1.7 GHz        | 15 MB    | 85 W  | LGA 2011-3   | PCIe 3.0     | DDR4 1600/1866 z ECC           |      |
| Server (single socket) | 8 (16)          | Xeon E5 v4      | 1680v4          | 3.4 GHz        | 4.0 GHz        | 20 MB    | 140 W | LGA 2011-3   | PCIe 3.0     | DDR4 1600/1866/2133/2400 z ECC |      |
| Server (single socket) | 8 (16)          | Xeon E5 v4      | 1660v4          | 3.2 GHz        | 3.8 GHz        | 20 MB    | 140 W | LGA 2011-3   | PCIe 3.0     | DDR4 1600/1866/2133/2400 z ECC |      |
| Server (single socket) | 6 (12)          | Xeon E5 v4      | 1650v4          | 3.6 GHz        | 4.0 GHz        | 15 MB    | 140 W | LGA 2011-3   | PCIe 3.0     | DDR4 1600/1866/2133/2400 z ECC |      |
| Server (single socket) | 4 (8)           | Xeon E5 v4      | 1630v4          | 3.7 GHz        | 4.0 GHz        | 10 MB    | 140 W | LGA 2011-3   | PCIe 3.0     | DDR4 1600/1866/2133/2400 z ECC |      |
| Server (single socket) | 4 (8)           | Xeon E5 v4      | 1620v4          | 3.5 GHz        | 3.8 GHz        | 10 MB    | 140 W | LGA 2011-3   | PCIe 3.0     | DDR4 1600/1866/2133/2400 z ECC |      |